# Burg Tropsztyn

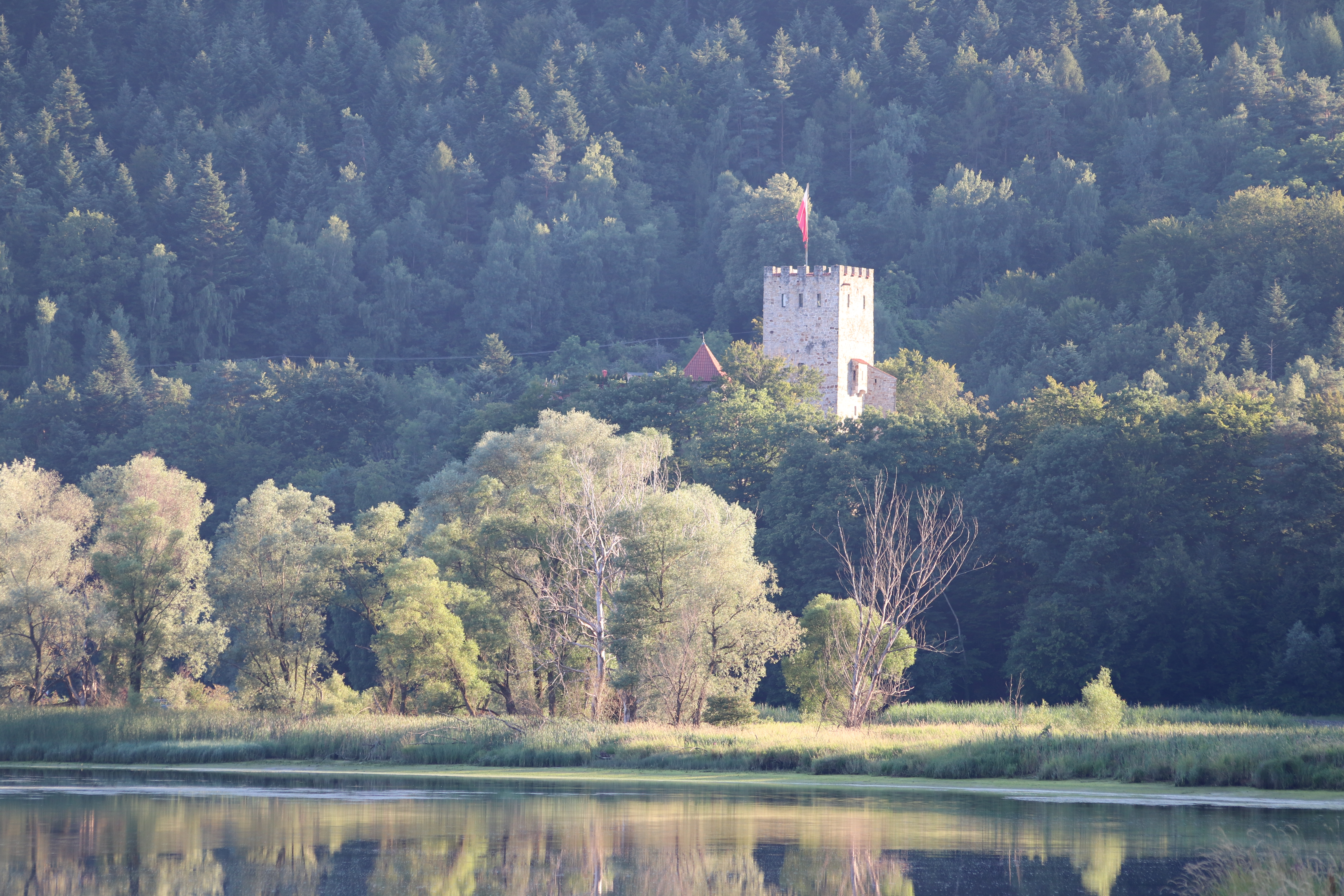
Burg Tropsztyn

Die Burg Tropsztyn (polnisch Zamek Tropsztyn) ist eine Burgruine, die auf einer Flusshalbinsel in Tropie bei Gródek nad Dunajcem in der polnischen Woiwodschaft Kleinpolen am Fluss Dunajec im Gebirgszug der Beskiden Pogórze Wiśnickie liegt. Sie zählt zu den Dunajec-Burgen, die die mittelalterliche Handelsstraße vom Königreich Polen nach Oberungarn entlang des Dunajec und Poprads bewachten. Der Name ist deutschen Ursprungs und leitet sich von Tropstein ab.

## Geschichte
Die erste Burg mit gemauertem Bergfried entstand hier in der ersten Hälfte des 13. Jahrhunderts und wurde 1231 erstmals urkundlich erwähnt. Sie gehörte ursprünglich den Ośmiorogowie und ging im 14. Jahrhundert an den Ritter Chebda z Tropsztyna, dessen Nachfahren die Burg bis 1535 bewohnten. Danach wurde sie Eigentum Piotr Kmitas und später zum Sitz von Raubrittern. Sie wurde daher zerstört und die Ruine gehörte im 17. Jahrhundert den Zborowski und Błoński. Sie wurde im 19. Jahrhundert gesichert und in den 1990er Jahren teilweise rekonstruiert. Die Burg kann besichtigt werden.